# Itabashi
Itabashi (japanska: 板橋区?, Itabashi-ku) är en av Tokyos  23 stadsdelskommuner. Namnet betyder plankbron eller spången, efter en gammal bro över Shakujii-floden. Itabashi ligger norr om Tokyos innerstadsområde.
Itabashi är nionde största stadsdelskommunen i Tokyo. Floderna Arakawa, Shingashi, Shirako, och Shakujii rinner genom området. Området har omorganiserats flera gånger sedan det bildades 1932, och innehöll exempelvis tidigare Nerima som då var en mindre stad utanför Tokyo. I augusti hålls årligen sedan 1951 fyrverkerier, en av tre årliga fyrverkeritillfällen i Tokyo. I området finns Enoki Enoki: Ett heligt träd längs den gamla vägen mot Nakasendō i Honmachi. Två slottsruiner : Shimura slott och Akatsuka.
Stadsdelsförsamlingen har 46 medlemmar. Det finns tre polisstationer: Itabashi polisstation (Itabashi 2-60-13), Shimura polisstation (1-11-6 Azusawa), och Takashimadaira polisstation (3-12-32 Takashimadaira).

## Kommunikationer
- Itabashi Station (JR Higashi Nihon) är områdets järnvägsstation, men Ukimafunado station ligger även (tekniskt) strax utanför.
- TOEI:s tunnelbanelinje Mita går igenom området med stationerna Shin-Itabashi, Itabashi-kuyakusho-mae, Itabashi Honmachi, Honrenuma, Shimura Sakagami, Shimura-sanchome, Hasune, Nishidai, Takashimadaira, Shin-Takashimadaira, och Nishi-Takashimadashi.
- Tokyo Metros tunnelbana: Narimasu (linjerna Yurakucho och Fukutoshin).
- Tobu-järnvägen: Oyama, Nakaitabashi, Tokiwadai, Kamiitabashi, Tobu-Nerima, Shimoakatsuka, Narimasu

## Vänort
- Burlington, Ontario, Kanada.[3]
- Shijingshan, Folkrepubliken Kina.
- Bologna, Italien.